# Szárász
Szárász è un comune dell'Ungheria di 58 abitanti (dati 2001) situato nella contea di Baranya, regione Transdanubio Meridionale